# Brotzeit

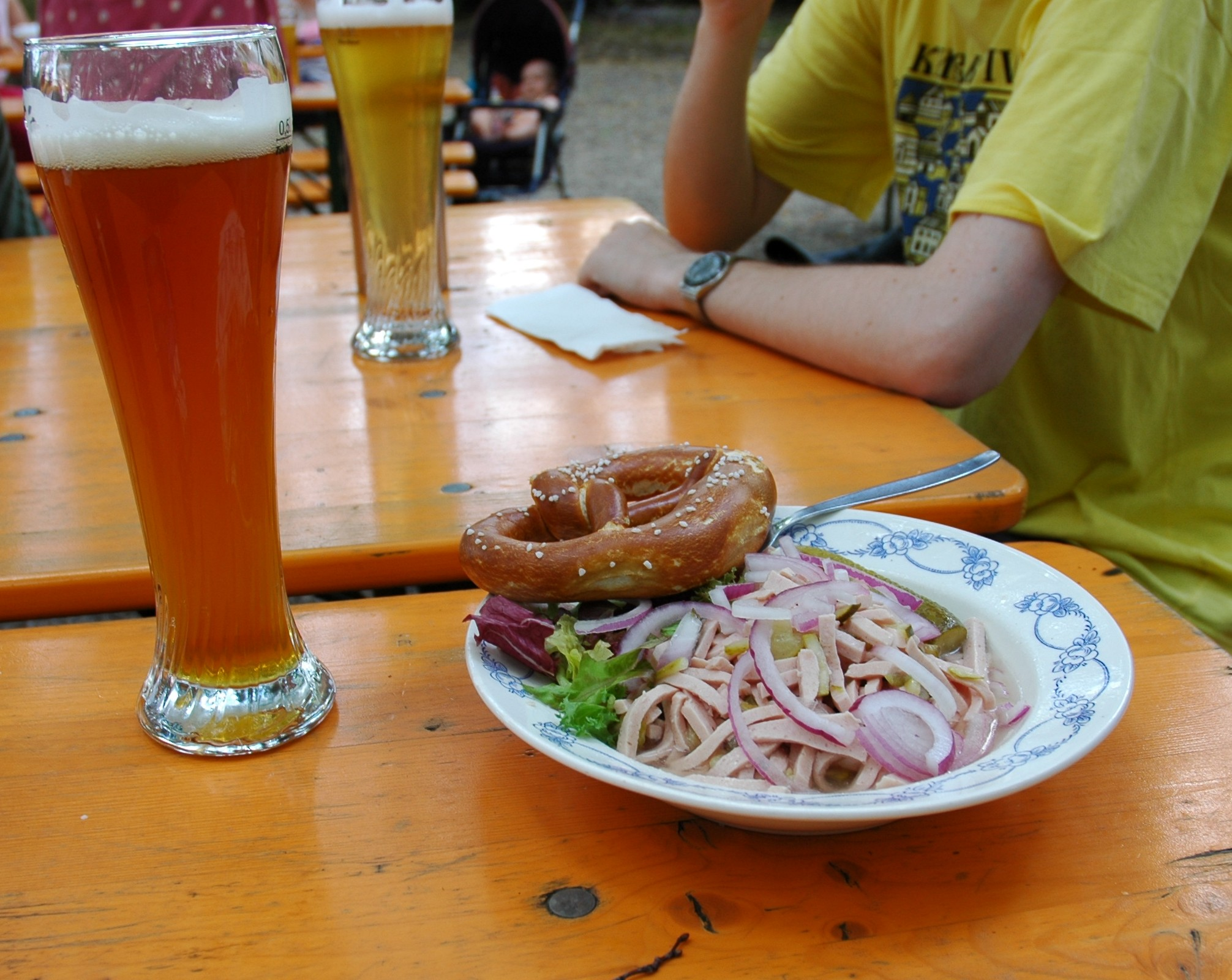
Brotzeit

El Brotzeit (en alemán: tiempo de pan) es una expresión alemana empleada frecuentemente en Baviera antiguamente por los agricultores para indicar el momento entre el desayuno y el almuerzo, en el que se servían unas rebanadas de pan (Brot) con algún contenido cárnico como salchichas, o queso, o Pressack, ahumados y/o cerdo. Se puede servir en este intervalo el Obazt'n, Kartoffelkas, rabanito y Radi. Todos estos ingredientes se sirven durante el Oktoberfest en jarras de cerveza denominadas Humpen (Bierkrug) elaboradas con cerámica.

## Servir
En los Biergärten de Baviera se sirven las cervezas durante este intervalo de tiempo, siendo muy famosos durante las celebraciones del Oktoberfest.